# Apollo-Grannus-Tempel (Faimingen)

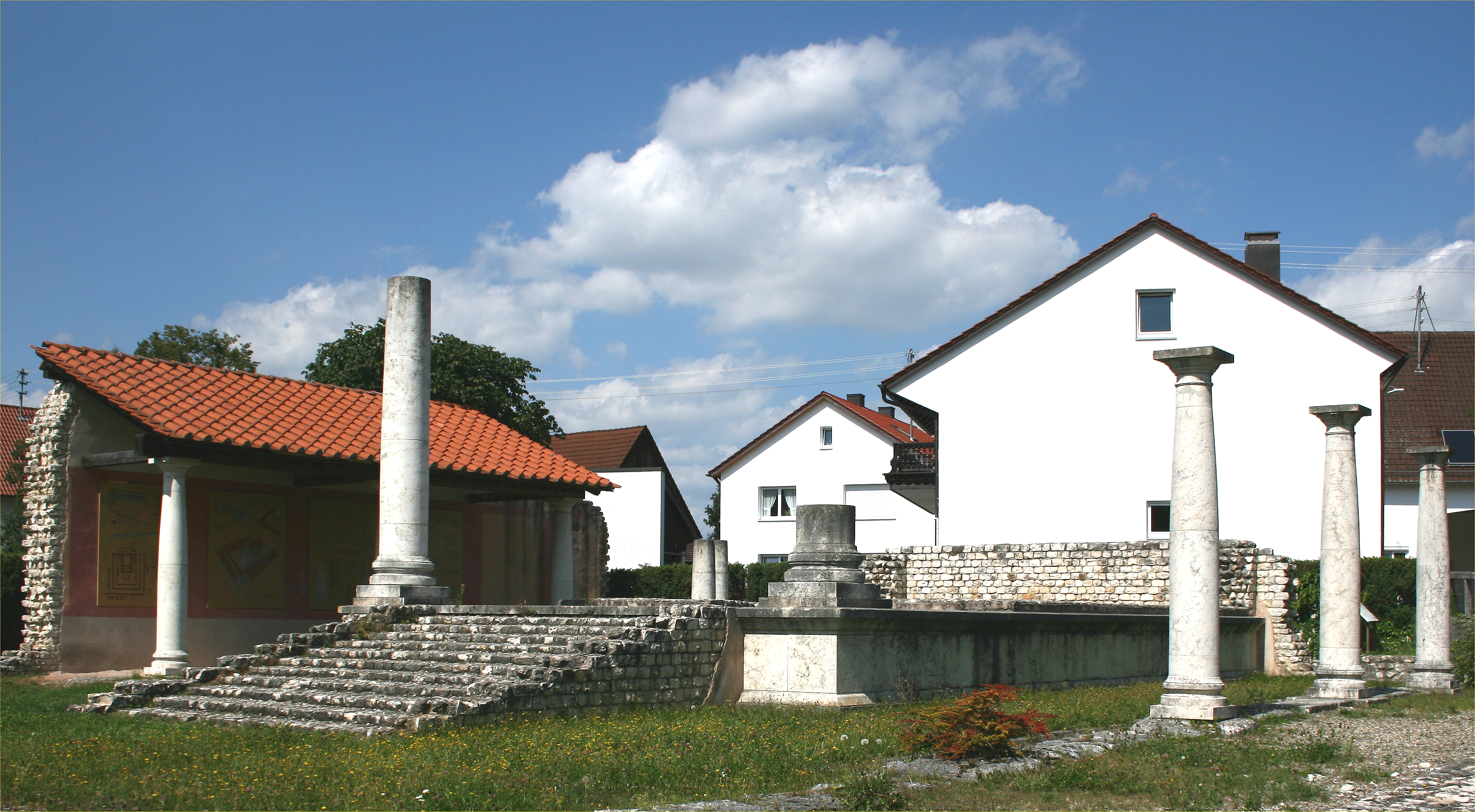
Teilrekonstruktion des Apollo-Grannus-Tempels

Der Apollo-Grannus-Tempel war ein römischer Tempel im bayerischen Faimingen bei Lauingen, dem antiken Phoebiana. Kaiser Caracalla erbat dort im Jahr 212 vom Gott Apollo Grannus die Heilung von seinen Leiden. Der Name des Tempels beruht auf dem des römischen Gottes der Heilkunst Apollo und dem Quell- und Badegott Grannus der Kelten. Das klare Quellwasser trug zur überregionalen Bedeutung von Phoebiana für Kultbäder und Trinkkuren bei. Der Tempel, von dem heute nur noch Überreste vorhanden sind, zählt zu den größten römischen Tempelbauten nördlich der Alpen. Auf dem Gelände wurde 1987 ein Freilichtmuseum errichtet.

## Grabungsgeschichte

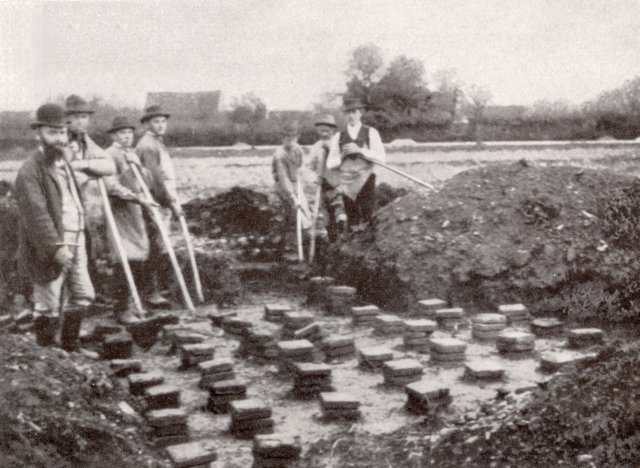
Magnus Scheller (links) bei den Ausgrabungen ca. 1900

Die ersten Grabungen begannen 1888 durch den Faiminger Dorflehrer Magnus Scheller. In dieser und mehreren Folgegrabungen konnte der Tempel und Überreste der angrenzenden Gebäude freigelegt werden. Die heute sichtbare Teilrekonstruktion wurde durch die Funde von 150 Werksteinen 1972 in der Brenz sowie die gleiche Anzahl von Spolien aus der Kastellmauer möglich. 1976 bis 1980 fanden im Auftrag der Römisch-Germanischen Kommission des Deutschen Archäologischen Instituts unter der Leitung von Gerhard Weber Ausgrabungen statt.
Letztendlich Aufschluss über den Namen und Zweck der ergrabenen Befunde gaben die Funde zweier Meilensteine unter der Pfarrkirche der Nachbargemeinde Gundelfingen an der Donau im Jahr 1981 sowie eines dritten Meilensteins gleichen Inhalts im Jahr 2002 in Sontheim an der Brenz. Die auf den Meilensteinen angebrachten Inschriften stammen aus dem Jahr 212/213 und berichten von Baumaßnahmen an Straßen und Brücken im Auftrag und vermutlich auch auf Kosten des Kaisers Caracalla. Als Ziel der Straße wird der Ortsname Phoebiana genannt, der bereits aus spätantiken Schriftquellen bekannt war und sich durch die Inschriftenfunde nun mit dem modernen Faimingen identifizieren lässt.

## Aufbau

Plan des Tempels. Die rötlichen Säulen sind noch vorhanden.

Zu seiner Blütezeit wird das Ausmaß von Phoebiana auf ca. 40 ha geschätzt. Der Tempel selbst ist ca. 1000 m² groß. Die nach Phoebiana führenden Straßen liefen auf das Forum der Anlage zu. Am heutigen Eingang im Süden der Anlage steht ein mittelalterlicher Brunnen (1). Von hier aus führen die Stufen einer Treppe zum inneren Säulengang (Portikus II). In der Verlängerung sieht man die vom Tempelhof (Temenos) ausgehende Rampe zum Tempelvorraum, dem Pronaos. Daran schließt sich der Hauptraum, die Cella, an. Acht der ursprünglich 14 Säulen der den Tempelhof dreiseitig umschließenden Portikus sind erhalten bzw. rekonstruiert. Die westlichen Säulen zeigen noch einen Teil der Mauer zur äußeren Portikus (Portikus I) und sind überdacht. Hinter dem Tempel schließt sich ein Laden (Taberna) an. Hier finden sich Reste eines weiteren mittelalterlichen Brunnens (2). Von den Säulen der äußeren Portikus ist nur eine einzige im westlichen Teil erhalten. Der ehemalige Verlauf des Säulenganges ist mit weißer Farbe auf den Weg gemalt.

## Bedeutung unter Caracalla
Besondere Bedeutung erlangte der Tempel unter dem römischen Kaiser Caracalla (regierte 211–217), der spätestens bald nach seinem Machtantritt deutliche Krankheitserscheinungen zeigte, hinter denen der antike Schriftsteller Cassius Dio eine psychosomatische Krankheit vermutet. Heilung versuchte der Herrscher in verschiedenen Heiligtümern zu erlangen, so auch durch die Verehrung des Asklepios und des Serapis. Der erste nachweisbare Kuraufenthalt war jedoch der beim Tempel des Apollo Grannus. In einer Inschrift aus der kleinasiatischen Stadt Ephesos ist von einem ephesischen Bürger die Rede, der im Auftrag seiner Heimat mehrfach Gesandtschaftsreisen zu Caracalla unternahm, dabei neben Rom und Britannien nach Obergermanien reiste und schließlich auch das Heiligtum des „grannischen Apollo“ erreicht habe. Diese Reisen lassen sich dadurch erklären, dass der Herrscher sich in seiner frühen Regierungszeit für einen Feldzug gegen die Germanen an der Nordgrenze seines Reiches aufhielt. Der Hinweis auf den grannischen Apollo in der Inschrift aus Ephesos zeigt, dass der Kaiser sich zu dieser Zeit in einem Heiligtum dieses Heilgottes aufhielt, höchstwahrscheinlich in dem wichtigsten bekannten Apollo-Grannus-Tempel, nämlich dem in Faimingen. Dass sich Caracalla tatsächlich in Faimingen aufhielt, wird noch einmal wahrscheinlicher durch die Tatsache, dass aus diesen Jahren in der direkten Umgebung des Ortes mehrere Meilensteine aufgestellt wurden, deren Inschriften von durch Caracalla in Auftrag gegebenen Baumaßnahmen berichten.